# Niclas Lucenius
Niclas Lucenius, född 3 maj 1989 i Åbo, Finland, är en finsk professionell ishockeyspelare som spelar för HC TPS i FM-ligan. Han draftades som 115:e spelare totalt i NHL-draften 2007 av Atlanta Thrashers.
Lucenius är 183 centimeter lång och väger 85 kg. Mellan 2005 och 2011 spelade Lucenius i Tammerforslaget Tappara. Inför säsongen 2011–12 skrev Lucenius på för KHL-klubben Dinamo Riga.
Han har även spelat ett antal matcher i Finlands juniorlandslag.